# ميندي ستيرلينغ
ميندي ستيرلينغ (بالإنجليزية: Mindy Sterling)‏ هي ممثلة أمريكية ولدت في 11 يوليو 1953، أشتهرت لدورها شخصية السيدة فاربيسينا في سلسلة أفلام أوستن باورز.

## روابط خارجية
- ميندي ستيرلينغ على موقع IMDb (الإنجليزية)
- ميندي ستيرلينغ على موقع روتن توميتوز (الإنجليزية)
- ميندي ستيرلينغ على موقع ألو سيني (الفرنسية)
- ميندي ستيرلينغ على موقع ميوزك برينز (الإنجليزية)
- ميندي ستيرلينغ على موقع أول موفي (الإنجليزية)
- ميندي ستيرلينغ على موقع قاعدة بيانات الأفلام السويدية (السويدية)
- ميندي ستيرلينغ على موقع إن إن دي بي (الإنجليزية)
- ميندي ستيرلينغ على موقع قاعدة بيانات الفيلم (الإنجليزية)
- ميندي ستيرلينغ على موقع كينوبويسك (الروسية)